# Enneatypus
Enneatypus é um género de plantas com flores pertencentes à família Polygonaceae.
A sua distribuição nativa é de Trinidad ao Sul da América Tropical.
Espécies:
- Enneatypus ramiflorus (C.A.Mey.) Roberty & Vautier
- Enneatypus tenuiflorus (Benth.) Roberty & Vautier